# ناوویووا گورا
ناوویووا گورا (به لاتین: Nawojowa Góra) یک روستا در لهستان است که در گمینا کژشوویتسه واقع شده‌است.
 ناوویووا گورا  ۱٬۸۹۶ نفر جمعیت دارد.